# Bronrivier

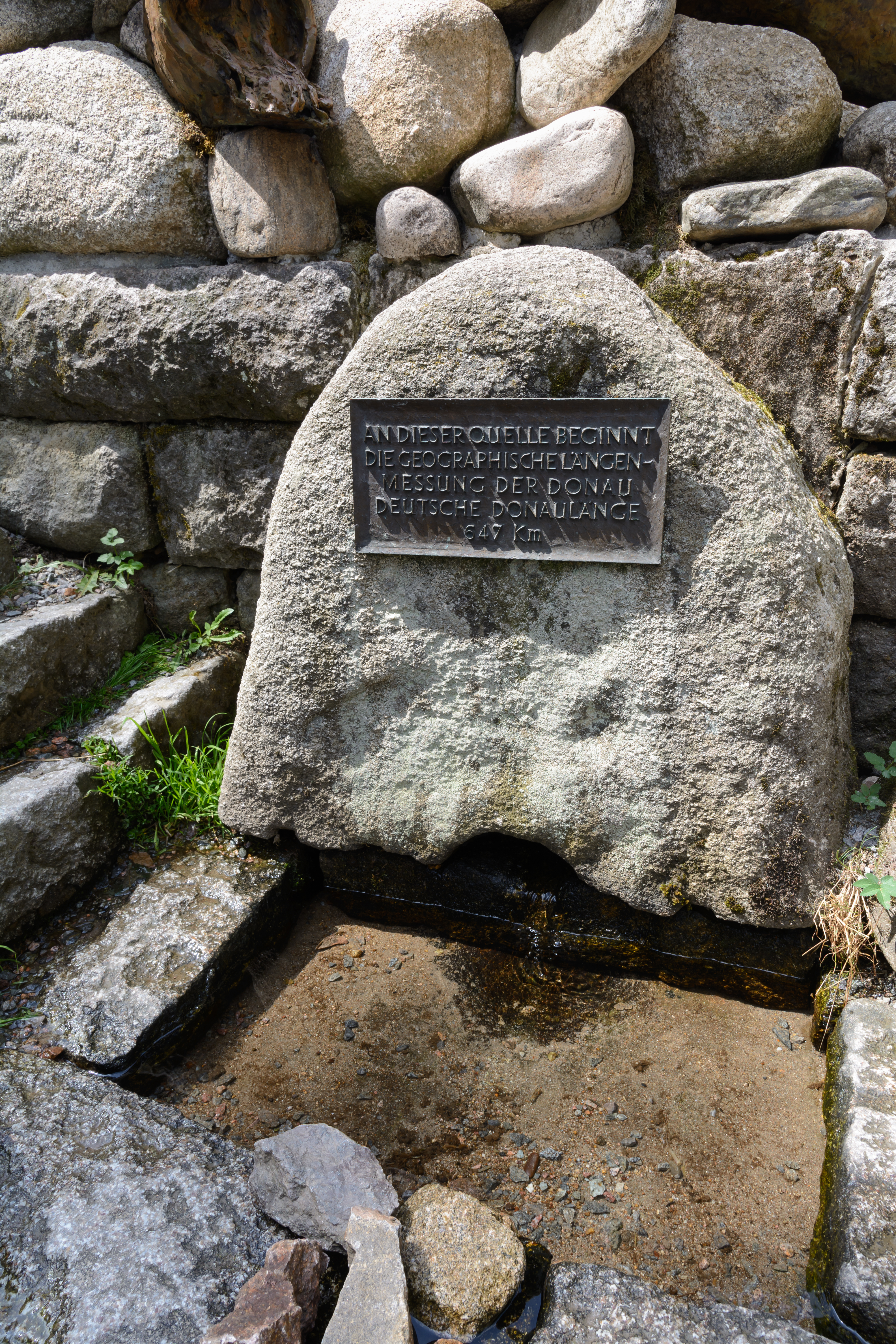
De Breg is de langste bronrivier van de Donau

Een bronrivier is een rivier die voor haar water voor het grootste deel afhankelijk is van water dat uit de bodem naar bovenkomt. De term wordt specifiek gebruik om een zijrivier aan te duiden in een groter stroomgebied van een hoofdstroom die ofwel de grootste bijdrage levert aan het debiet van de stroomafwaartse rivieren en stroom, of veelal bijdraagt tot de grootste lengte van deze stroom gemeten tot zijn meest verafgelegen bron.
De United States Geological Survey (USGS) stelt dat "de lengte van een rivier kan worden beschouwd als de afstand van de monding tot de meest verre hoofdwaterbron (ongeacht de naam van de rivier die uit deze bron ontspringt), of van de monding tot de bovenloop van de stroom die algemeen bekend staat als de bronrivier". Als een voorbeeld van de tweede definitie hierboven beschouwt de USGS de Missouri soms als een zijrivier van de Mississippi maar het volgt ook de eerste definitie hierboven (samen met vrijwel alle andere geografische instanties en publicaties) in het gebruik van de gecombineerde lengte van Missouri en benedenstroomse Mississippi in lijsten van lengtes van rivieren over de hele wereld. De meeste rivieren hebben veel zijrivieren en veranderen vaak van naam; het is gebruikelijk om de langste zijrivier of bronrivier als de bron te beschouwen, ongeacht welke naam die waterloop op lokale kaarten en in lokaal gebruik kan hebben.
Hieruit volgt dan ook dat een rivier die een bepaalde naam heeft vanaf het samenvloeien van twee of meer andere rivieren, of vanaf het punt van de uitstroom van een meer, of bronloos is, of dat de bron van een bronrivier als bron wordt beschouwd. Volgens deze definitie kan noch een meer (met uitzondering van meren zonder instroom) noch een samenvloeiing van zijrivieren een echte rivierbron zijn, hoewel beide vaak het vertrekpunt vormen voor het gedeelte van een rivier met een enkele naam. Deze definitie wordt niet eenduidig gebruikt, en soms wordt de samenvloeiing of de uitstroom van een meer wel als plaats van de bron aangeduid.